# Hôtel des Douanes (Bordeaux)
L'hôtel des Douanes, ou hôtel des Fermes, est un bâtiment situé au sud de la place de la Bourse à Bordeaux. Il abrite depuis son origine l'administration des Douanes, et depuis 1984, le Musée national des Douanes.

## Histoire
Appelé à l'origine « hôtel des Fermes du Roi », l'édifice a été conçu spécifiquement pour accueillir la Ferme générale, compagnie privée, ancêtre de la douane sous l’Ancien Régime, qui prélevait pour le compte du roi les droits et taxes sur les marchandises. Le bâtiment abrite encore aujourd'hui la Direction interrégionale des Douanes de Bordeaux.
Ce bâtiment fait partie du vaste ensemble ordonnancé de la place de la Bourse, initialement « place Royale », dont la construction a été lancée sous l'intendance de Claude Boucher pour servir de décor à la statue équestre du roi Louis XV. Le dessin des façades a été confié à Jacques Gabriel, l'architecte du roi, qui commencera par l'hôtel des douanes, édifié entre 1735 et 1738. Après sa mort en 1742, son fils Ange-Jacques Gabriel complètera la place avec le palais de la Bourse au nord, construit entre 1742 et 1749, et qui est la réplique symétrique de l'hôtel des douanes.
En 1984, l'institution des Douanes décide d'installer dans l'ancienne halle de dédouanement, au rez-de-chaussée, le premier Musée national des Douanes. Cet établissent, unique en France, présente l’histoire de l’administration des Douanes (l’une des plus anciennes en France), de l’époque moderne à nos jours, et à travers elle une partie de l'Histoire de France.

## L'architecture
L'architecture est de style néoclassique. Les deux frontons, représentant « Mercure favorisant le commerce de la Garonne » (côté quais) et « Minerve protégeant les arts » (côté place), ont été réalisés par le décorateur flamand Jacques Verberckt, qui a également conçu la fontaine dite « à congélations », du fait de ses motifs décoratifs, adossée au mur de la cour intérieure.
Le bâtiment s'organise autour d'une cour rectangulaire qui recevait les marchandises avant et après le dédouanement, opéré dans la grande halle qui accueille aujourd'hui les collections du musée.

### Protection
L'hôtel des Douanes est classé monument historique pour ses façades, sa cour, et les boiseries d'un ancien salon.
L'hôtel des douanes bénéficie de multiples protections au titre des monuments historiques : classement en 1914 pour la fontaine dans la cour, classement en 1961 pour les façades et toitures des bâtiments, inscription en 2019 pour les parties non classées des bâtiments et classement en 2020 pour certaines façades, sols et hôtels numérotés sur la place de la bourse.

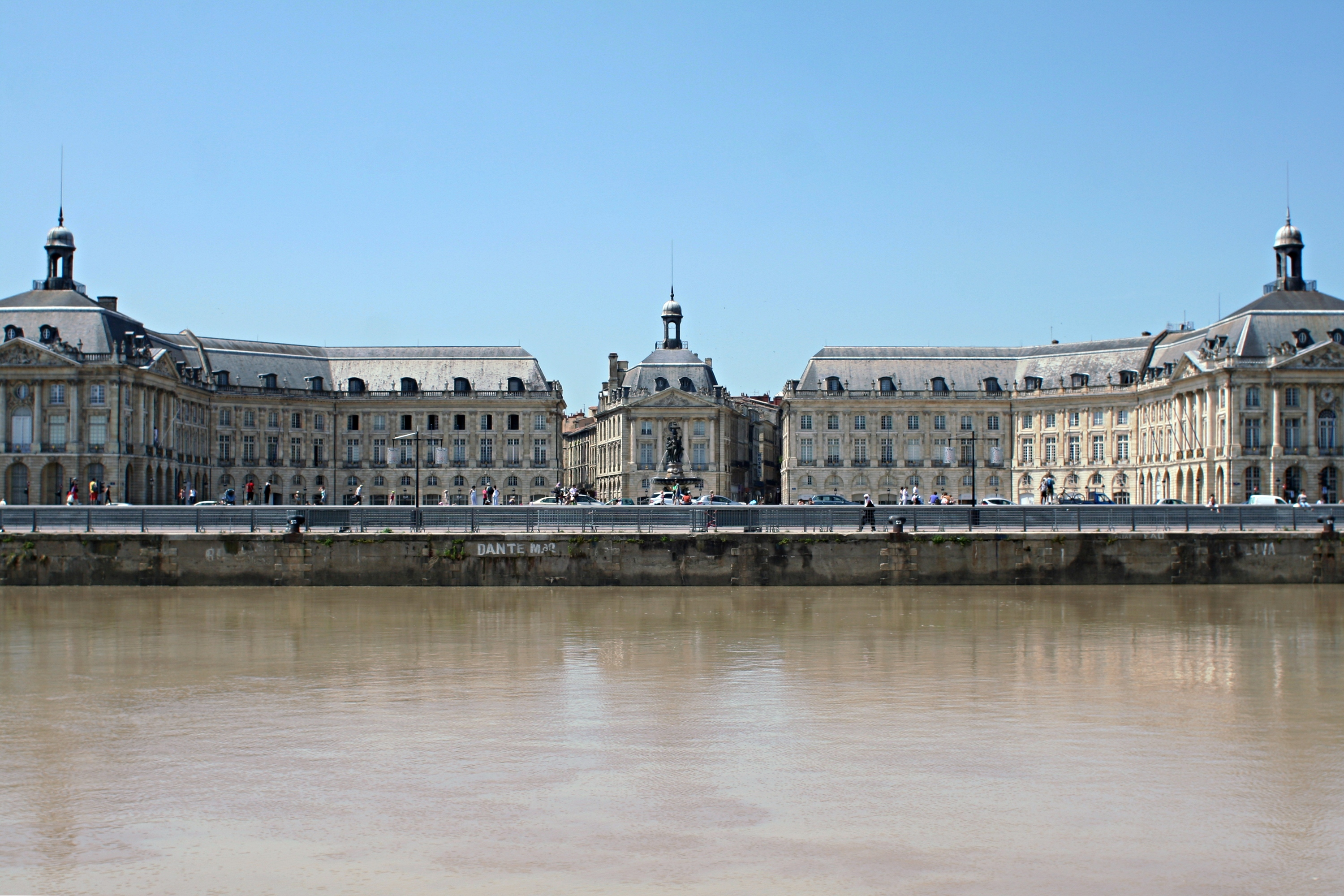
Place de la Bourse, bordée par l'hôtel des douanes à gauche, et le palais de la Bourse à droite, vue de la Garonne.
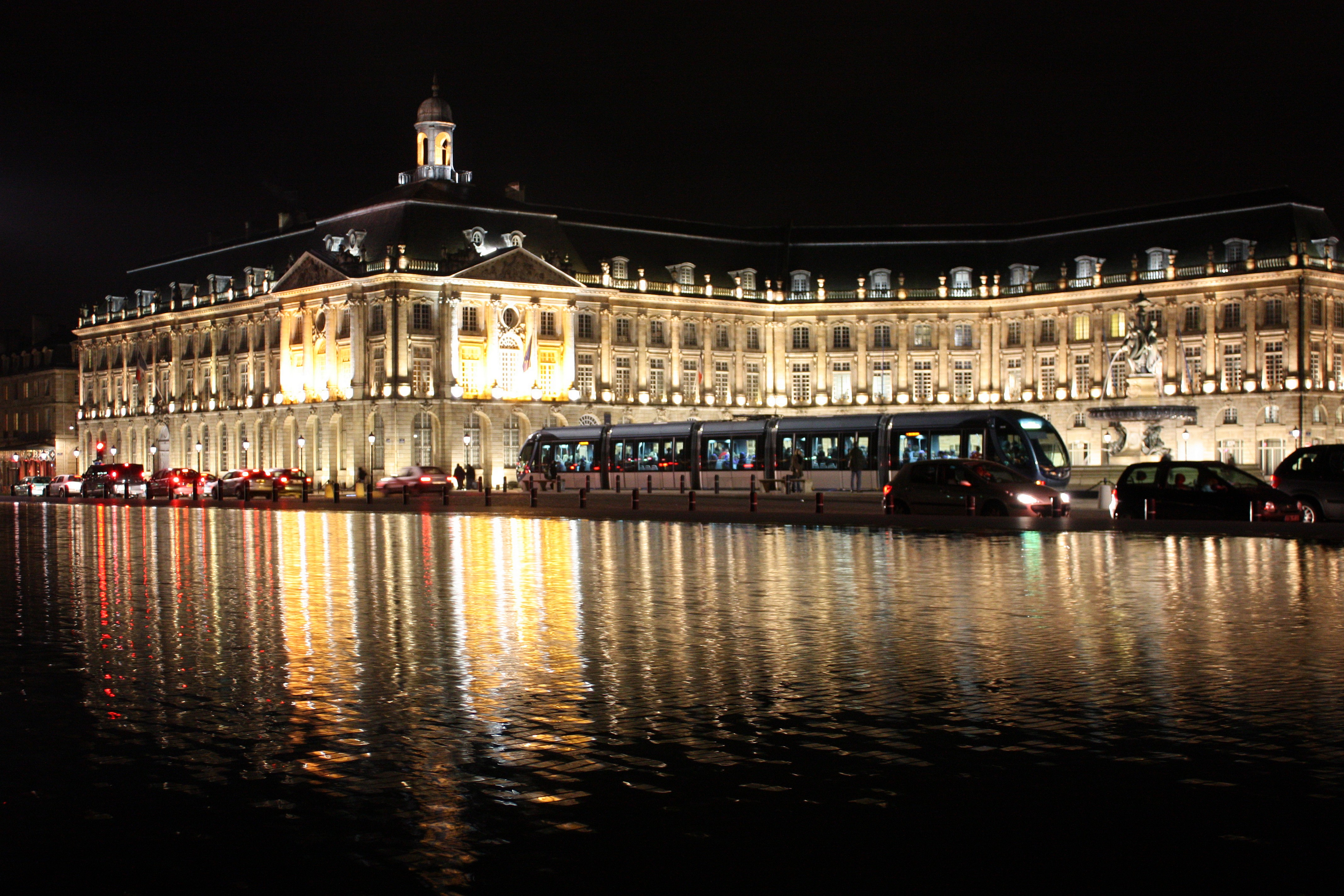
Hôtel des Douanes la nuit.
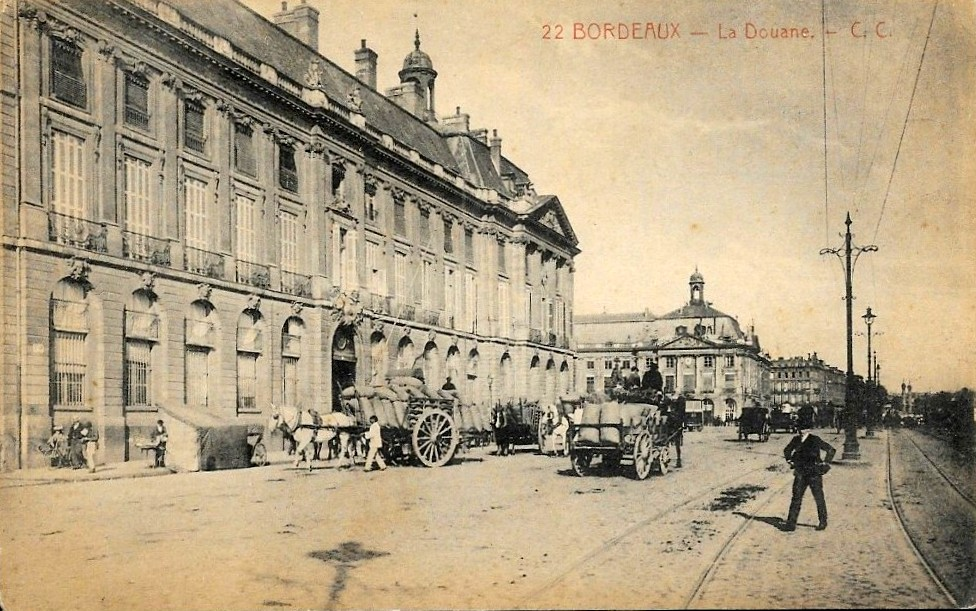
Quai de la Douane.
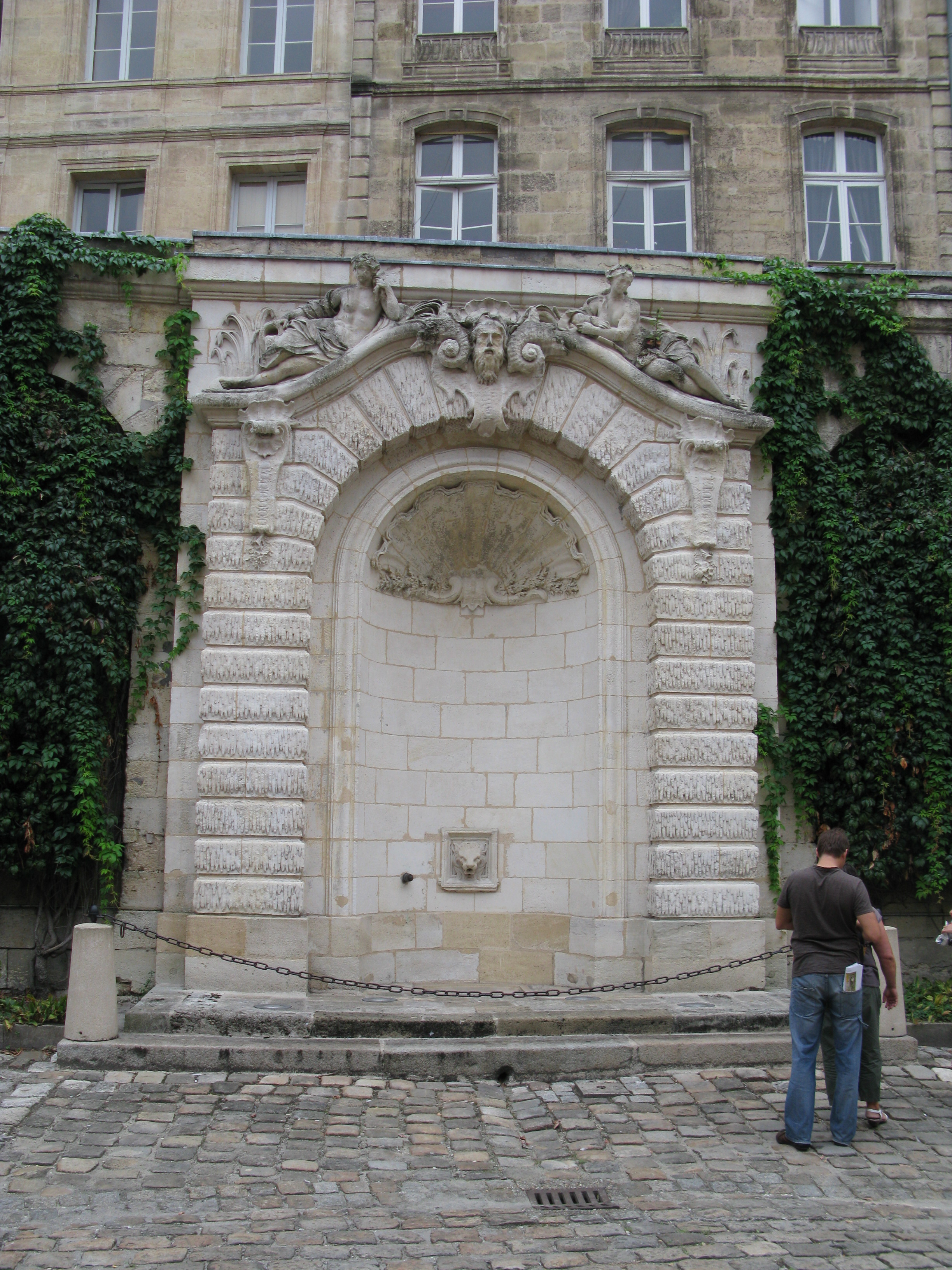
Fontaine à congélation de la cour intérieure de l'hôtel des douanes.
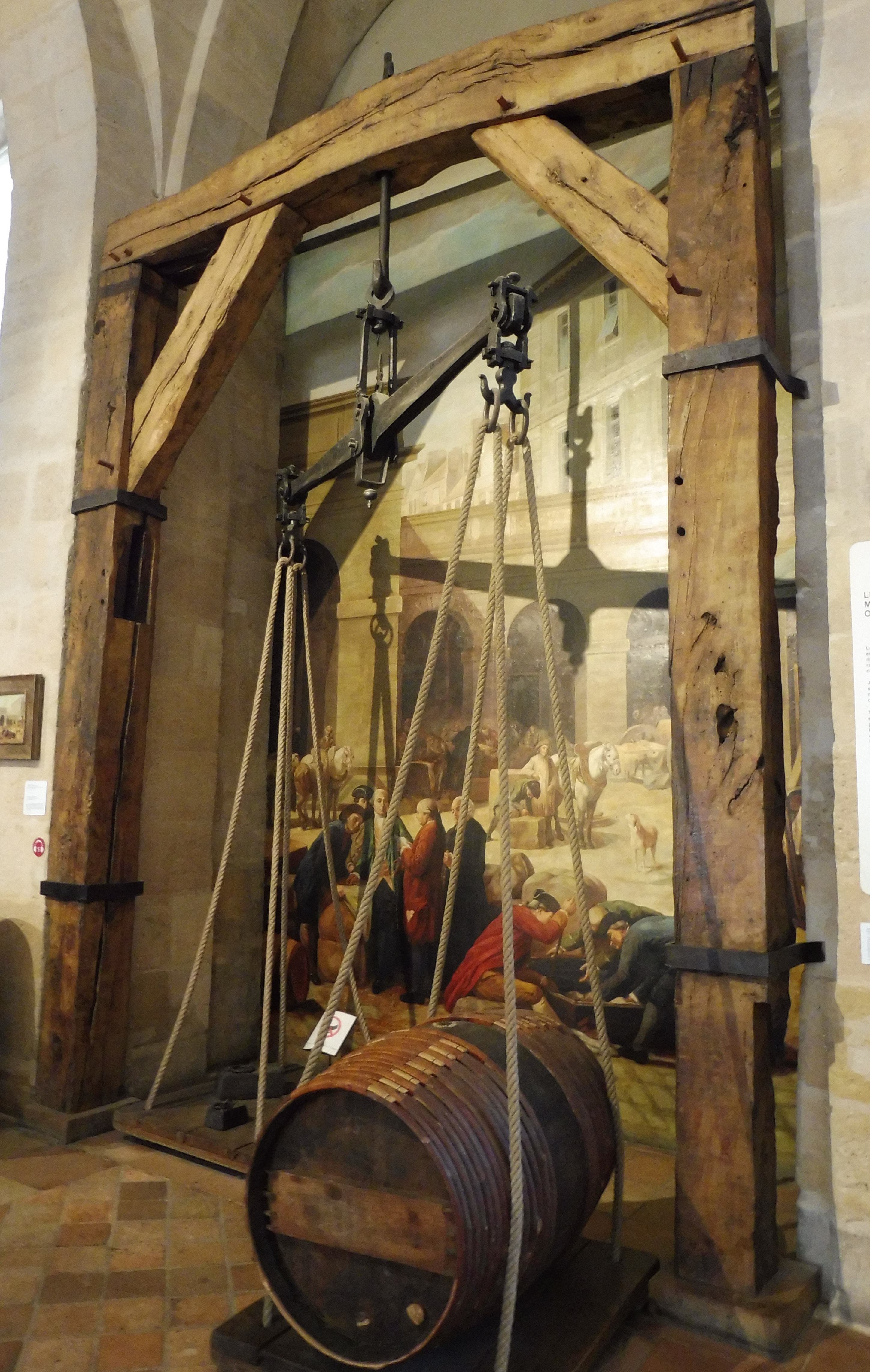
Balance de douanier.